# José María Pérez (Cuba)
José María Pérez, también conocido como El Fe, es un consejo popular y un pueblo del municipio de Camajuaní, en la provincia de Villa Clara, Cuba.
Incluye los poblados cercanos de Canadá de Agua, Fénix, Los Maestros, Orovio, Prudencia (o Chucho Prudencia) y Salamanca. El pueblo es conocido como El Fe por la Central en el pueblo solía llamarse el Central Fe, pero ahora se llama CAI José María Pérez.